# Ctenognophos imaginata
Ctenognophos imaginata là một loài bướm đêm trong họ Geometridae.